# 大科托
大科托（英語：Grand Coteau）是美国路易斯安那州下属的一座城市。根据2010年美国人口普查，该市有人口947人。建置上，属于“town”。